# Ivan Pavlov
Pour les articles homonymes, voir Pavlov.
 (juillet 2022).
Si vous disposez d'ouvrages ou d'articles de référence ou si vous connaissez des sites web de qualité traitant du thème abordé ici, merci de compléter l'article en donnant les références utiles à sa vérifiabilité et en les liant à la section « Notes et références ».
Ivan Petrovitch Pavlov (en russe : Иван Петрович Павлов), né le 14 septembre 1849 (26 septembre dans le calendrier grégorien) à Riazan, dans l'Empire russe, et mort le 27 février 1936 à Léningrad, en URSS, est un médecin et un physiologiste russe, lauréat du prix Nobel de physiologie ou médecine de 1904 et de la médaille Copley en 1915.

## Vie et œuvre

### Carrière résumée

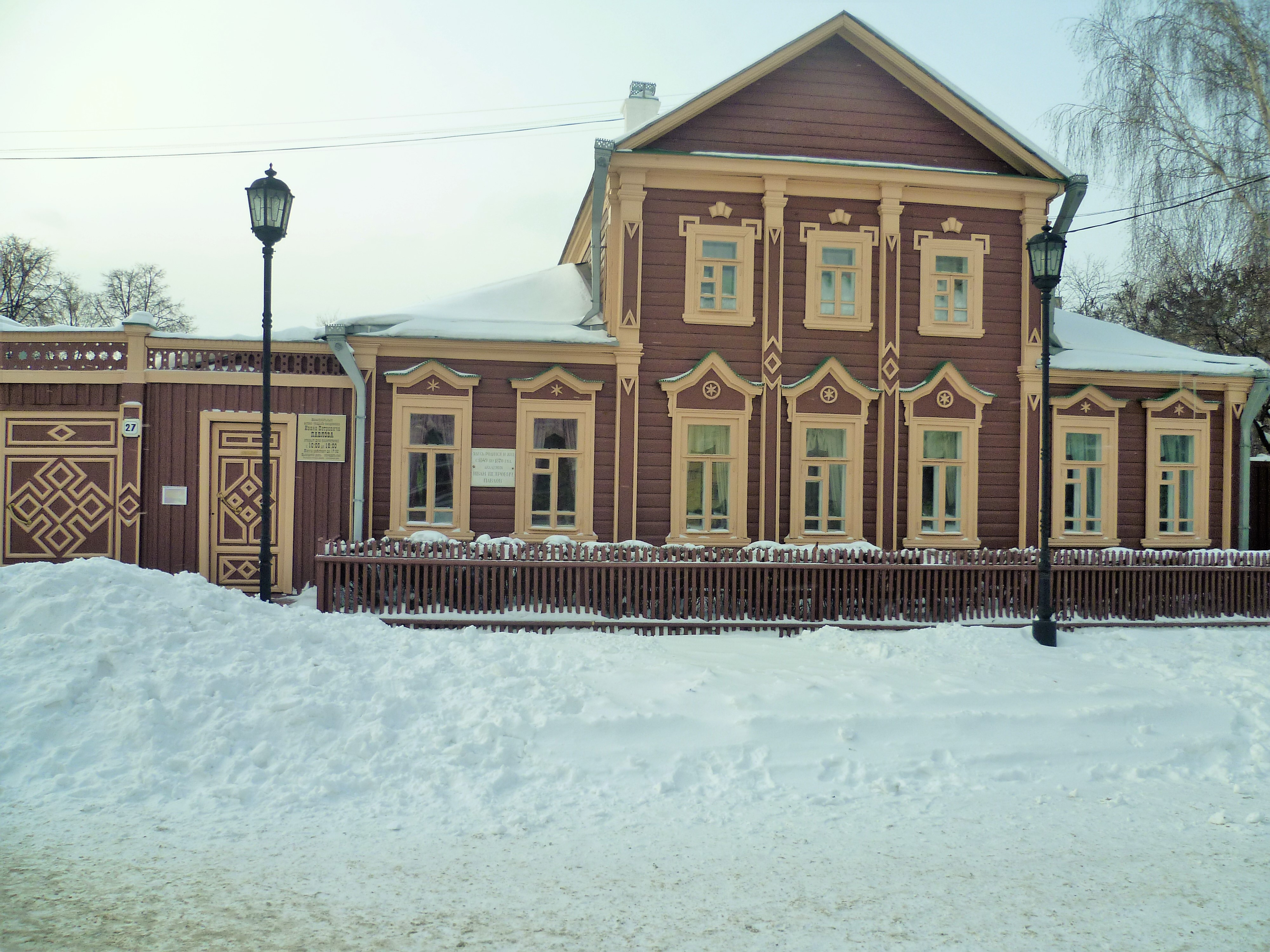
La maison natale d'Ivan Pavlov à Riazan

Ivan Pavlov naît le 26 septembre 1849 à Riazan où son père est prêtre. Il est d'abord, dès 11 ans, élève au séminaire. Il se passionne déjà pour les sciences naturelles et la lecture d'un petit livre du professeur Ivan Setchenov, Réflexes de l'encéphale, et de la traduction russe du travail de George Henry Lewes, Physiologie de la vie commune, le fit s'inscrire à la Faculté de physique et de mathématiques de Saint-Pétersbourg après un bref passage en Faculté de Droit ; il se spécialise alors en physiologie animale qu'il étudie à l'Académie de chirurgie et de médecine. Des intrigues écartent alors Ivan Setchenov, envoyé en disgrâce à Odessa, mais il bénéficie des cours d'un autre grand maître, son successeur Élie de Cyon, qui fait de lui un virtuose de la technique. Il obtient son diplôme en 1879 et soutient sa thèse de doctorat en 1883. En 1890, il est nommé titulaire de la chaire de pharmacologie de l'Académie de médecine militaire de Saint-Pétersbourg. Il devient professeur de physiologie puis directeur de l'Institut de médecine expérimentale de Saint-Pétersbourg (puis Léningrad) en 1895 jusqu'à sa mort en 1936.
Pavlov est un expérimentateur habile et méthodique jusque dans ses heures de travail et ses habitudes. C'est ainsi qu'il déjeune à 12 heures exactement, il se couche chaque soir à la même heure, il nourrit toujours ses chiens aux mêmes horaires chaque soir et chaque année il ne manque pas de quitter Saint-Pétersbourg pour l'Estonie où il passe ses vacances aux mêmes dates. Cette conduite change quand son fils Victor est tué au service de l'Armée Blanche ; après ce drame il est notamment victime d'insomnies.

### Travaux
Au cours des années 1890, Pavlov réalisa une expérience sur la fonction gastrique du chien en recueillant grâce à une fistule les sécrétions d'une glande salivaire pour mesurer et analyser la salive produite dans différentes conditions en réponse aux aliments. Ayant remarqué que les chiens avaient tendance à saliver avant d'entrer réellement en contact avec les aliments, il décida d'étudier plus en détail cette « sécrétion psychique ». Il s'avéra que ce phénomène était plus intéressant que la simple chimie de la salive, et ceci le conduisit à modifier ses objectifs : dans une longue série d'expériences, il variait les stimuli survenant avant la présentation des aliments. C'est ainsi qu'il découvrit les lois fondamentales de l'acquisition et la perte des « réflexes conditionnels » — c'est-à-dire, les réponses réflexes, comme la salivation, qui ne se produisaient que de façon conditionnelle dans des conditions expérimentales  spécifiques chez l'animal. Ces expériences, réalisées au cours des années 1890 et 1900, ne furent connues des scientifiques occidentaux que par des traductions isolées et ce n'est qu'en 1927 qu'elles furent toutes traduites en anglais.
En 1904, il est lauréat du prix Nobel de physiologie ou médecine « en reconnaissance de son travail sur la physiologie de la digestion, ce qui a permis de transformer et d'élargir le savoir sur les aspects essentiels du sujet ». Il fut le premier Russe à recevoir le prix Nobel et à exposer en russe ses travaux. L'usage d'une langue peu connue provoqua un fameux contresens ; c'est ainsi qu'on parle encore de « réflexes conditionnés » alors que « réflexes conditionnels » serait plus exact.

### Vie après la révolution d'Octobre
La révolution russe fut pour lui un moment pénible, particulièrement les années 1919-1920 où il vécut dans la misère et sans argent pour son laboratoire. Il refusa cependant une offre de l'Académie des Sciences suédoise qui l'invitait à s'installer à Stockholm où l'on bâtirait pour lui un institut suivant ses directives : il déclara qu'il ne quitterait pas la Russie.

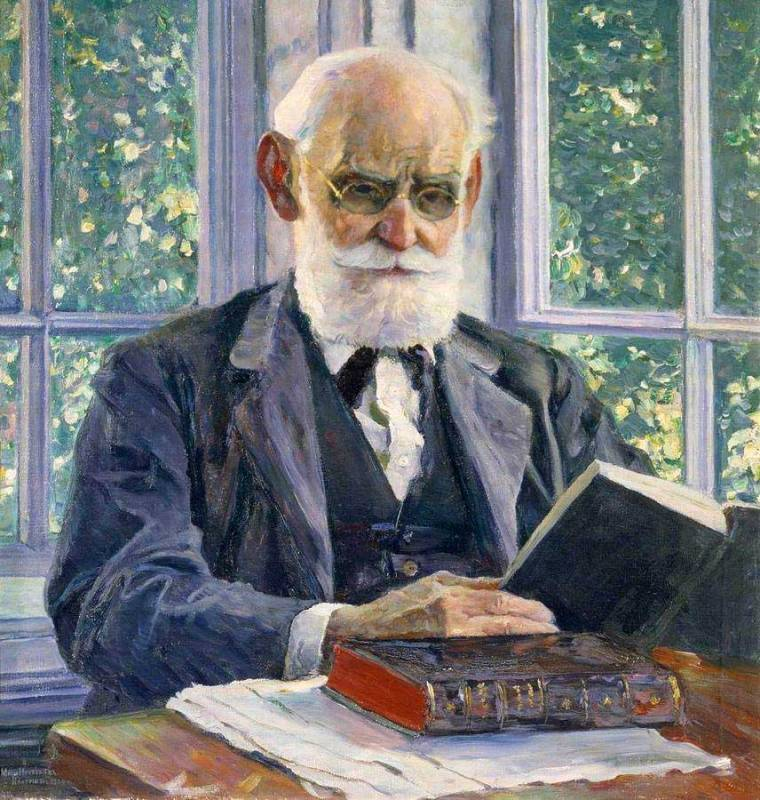
Ivan Pavlov par Mikhaïl Nesterov

À la différence de beaucoup de scientifiques qui avaient commencé leur carrière avant la révolution, Pavlov était apprécié du gouvernement soviétique et il eut la possibilité de continuer ses recherches jusqu'à un âge très avancé. Lui-même n'était pas favorable au marxisme, mais en tant que lauréat du prix Nobel, il représentait un capital politique de grande importance. Après sa première visite aux États-Unis en 1923 (la deuxième eut lieu en 1929), il dénonça publiquement le communisme, déclarant que le marxisme reposait sur de fausses bases, ajoutant même : « Pour le genre d'expérience sociale que vous faites, je ne sacrifierais pas les pattes arrière d'une grenouille ! » [citation needed]
En 1924, quand les fils de prêtres furent expulsés de l'Académie médicale militaire (ancienne Académie médicale impériale) de Léningrad, il démissionna de sa chaire de physiologie en déclarant : « Moi aussi, je suis fils de prêtre et si vous expulsez les autres, je m'en irai aussi ! » Après l'assassinat de Kirov, en 1934, il écrivit à Molotov plusieurs lettres où il condamnait les persécutions de masse qui avaient suivi et demanda qu'on reconsidérât le cas de plusieurs personnes qu'il connaissait personnellement.
Il se confessait auprès du père Siméon (1900-1979).
Il est enterré au cimetière Volkovo à Saint-Pétersbourg.

## Héritage

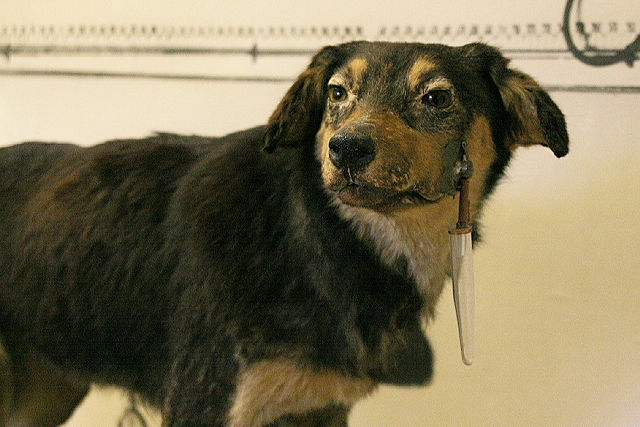
Le chien de Pavlov au Pavlov Museum

Un point intéressant, c'est que l'expression de Pavlov « réflexe conditionnel » (« условный рефлекс ») a été mal traduite du russe en « réflexe conditionné », et d'autres scientifiques en lisant ses travaux ont conclu que, comme de tels réflexes étaient conditionnés, ils devaient avoir été produits par un processus appelé conditionnement. Comme le travail de Pavlov a été surtout connu à l'Ouest par les écrits de John B. Watson, l'idée de « conditionnement » en tant que forme automatique d'apprentissage est devenue un concept clé dans la psychologie comparative qui se développait et l'approche générale de la psychologie qui la sous-tendait : le béhaviorisme. Bertrand Russell était un avocat passionné de l'importance du travail de Pavlov pour la philosophie de l'esprit.
Les travaux de Pavlov sur les réflexes conditionnels ont eu une grande influence non seulement sur la science, mais également sur la culture populaire. On utilise souvent l'expression « chien de Pavlov » pour décrire quelqu'un qui réagit de façon instinctive à une situation, plutôt que d'utiliser son esprit critique. Le conditionnement pavlovien était un thème important dans les romans dystopiques d'Aldous Huxley, Le Meilleur des mondes et d'Orwell, 1984 (« Minute de la Haine », « Langage automatique »), ainsi que dans le livre L'Orange mécanique d'Anthony Burgess où le protagoniste est conditionné pour réagir de manière négative à la violence et au sexe. Ses travaux ont également été repris par divers obstétriciens européens (Fernand Lamaze, Grantly Dick Read) et leur ont permis de mettre au point les premières méthodes de préparation à la naissance dans le but de permettre aux femmes d'accoucher sans douleur (réflexes conditionnés de respirations adaptées aux contractions lors du travail).
On croit généralement que Pavlov faisait toujours savoir que les aliments allaient arriver en appuyant sur une sonnette. Pourtant, ses écrits témoignent qu'il utilisait une large variété de stimuli, y compris des sifflets, des métronomes, des diapasons qu'il faisait résonner, en plus des stimuli visuels habituels. Quand, au cours des années 1990, il est devenu plus facile pour les scientifiques occidentaux de visiter le laboratoire de Pavlov, ils n'y ont pas découvert la moindre trace de cloche [citation needed].
L'un des héritages majeurs des travaux de Pavlov et de sa théorie des réflexes conditionnés se retrouve dans les travaux d'un de ses disciples, le sociologue et microbiologiste germano-russe Serge Tchakhotine, qui reprit cette théorie du point de vue de la psychologie des masses. En effet, Tchakhotine rapproche les expériences pavloviennes des méthodes propagandistes relatives à l'ascension du parti nazi en Allemagne de 1923 à 1933. Il expose ses théories dans un ouvrage de référence, Le Viol des foules par la propagande politique (1939).
Pavlov, grâce à ses recherches novatrices sur le conditionnement, et plus spécifiquement sur le conditionnement classique, est considéré comme l'un des fondateurs de la psychologie soviétique moderne.

## Hommages
Sont nommés en son honneur :
- L'hôpital psychiatrique de Kiev Ivan Pavlov.
- La station de métro I.P. Pavlova à Prague.
- (1007) Pawlowia, un astéroïde de la ceinture principale[4] ;
- Pavlov (en), un cratère lunaire[4].

### Sources
- Asratian, E. (1949) I. Pavlov, sa vie & son œuvre. Éditions de l'Académie des Sciences de l'U.R.S.S., traduction en français : Éditions en langues étrangères, Moscou, 1953, 174 pages.
- (en) Boakes, R. A. (1984) From Darwin to behaviourism. Cambridge: Cambridge University Press.
- (en) Firkin, B. G. & Whitworth, J. A. (1987) Dictionary of Medical Eponyms. Parthenon Publishing.  (ISBN 1-85070-333-7)
- (en) Pavlov, I. P. (1927) Conditioned reflexes.  London: Routledge and Kegan Paul. - https://www.psychologywizard.net/uploads/2/6/6/4/26640833/pavlov_lecture_18.pdf
- (en) Todes, D. P. (1997)  « Pavlov's Physiological Factory » Isis.  Vol. 88.  The History of Science Society, p. 205-246.
- (en) Daniel P. Todes, Ivan Pavlov : A Russian Life in Science, Oxford, Oxford University Press, 2014, 855 p. (ISBN 978-0-19-992519-3, lire en ligne)